# 1766
1766 (MDCCLXVI) je bilo navadno leto, ki se je po gregorijanskem koledarju začelo na sredo, po 11 dni počasnejšem julijanskem koledarju pa na nedeljo.

## Dogodki
- Henry Cavendish odkrije vodik

## Rojstva
- 13. februar - Thomas Robert Malthus, angleški demograf in ekonomist († 1834)
- 6. julij - Alexander Wilson, ameriški naravoslovec, ornitolog, risar škotskega rodu († 1813)
- 6. september - John Dalton, angleški kemik, fizik († 1844)
- 29. november - Maine de Biran, francoski filozof († 1824)

## Smrti
- 5. februar - Leopold Josef Daun, avstrijski feldmaršal (* 1705)
- 23. februar - Stanislav Leščinski, poljski kralj (* 1677)
- 7. april - Tiberius Hemsterhuis, nizozemski matematik (* 1685)
- 9. maj - Thomas Arthur de Lally-Tollendal, francoski general (* 1702)
- 27. maj - Ivan Ivanovič Polzunov, ruski inženir (* 1728)
- 24. junij - Adrien Maurice de Noailles, francoski general (* 1678)
- 14. julij - František Maxmilián Kaňka, češki arhitekt (* 1674)
- 17. julij - Giuseppe Castiglione, italijanski jezuit, slikar (* 1688)
- 24. julij - Filippo Acciajuoli, italijanski kardinal (* 1700)
- 3. september - Archibald Bower, škotski zgodovinar in jezuit (* 1686)
- 26. september - Giulio Carlo de' Toschi di Fagnano, italijanski matematik (* 1682)
- 3. november - Thomas Abbt, nemški filozof in pisatelj (* 1738)
- 9. november - Unico Wilhelm van Wassenaer, nizozemski plemič, skladatelj, politik (* 1692)